# خيطبية نبتونية
خيطبية نبتونية (الاسم العلمي: Hyphomicrobium neptunium) هي نوع من البكتيريا يتبع جنس الخيطبية من فصيلة الخيطبيات.